# De trettionio artiklarna
De trettionio artiklarna är den trosbekännelse som antogs av Engelska kyrkan efter separationen från romersk-katolska kyrkan och  reformationen i England.
Artiklarna är inte tänkta att beskriva hela den kristna tron och är medvetet öppna för olika tolkningsmöjligheter. De påbörjades under Henrik VIII som en beskrivning av kyrkan med De tio artiklarna år 1536, följda av De sex artiklarna 1539. Under Edvard VI:s regering skrevs 1552 De fyrtiotvå artiklarna under ledning av ärkebiskop Thomas Cranmer. Artiklarna reviderades under Elisabet I och blev först 38, men byggdes sedan ut till 39 stycken och antogs av de engelska provinskyrkomötena 1562 samt stadfästes 1571 av parlamentet. Karl I utfärdade 1628 en kunglig deklaration, som i försiktiga ordalag avvisar den dubbla predestinationsläran, och som utgör ett förord till de trettionio artiklarna. År 1673 gjordes tillägg i artiklarna som berör hur man skall ställa sig i vissa frågor av mer civilrättslig natur.
Den allmänna bönboken har läromässigt en starkare ställning i Anglikanska kyrkogemenskapen än vad artiklarna har. För utvecklingen av en karaktäristisk anglikansk teologi har den varit mycket betydelsefull. Artiklarnas kyrkorättsliga ställning varierar kraftigt mellan dagens anglikanska kyrkor. Några medlemskyrkor, exempelvis den Skotska episkopalkyrkan, använder inte artiklarna alls. I andra kyrkor, bland dem den engelska, fungerar artiklarna snarast som vittnesbörd om den teologi som formade den engelska kyrkan under en tidigare utvecklingsfas. Ett fåtal kyrkor samt evangelikala grupperingar i andra medlemskyrkor tillmäter dem däremot en större och bindande vikt.
John Wesley baserade metodismens bekännelseskrift, De sexton artiklarna (1784), på De trettionio artiklarna.

## De 39 artiklarna

### Del I behandlar tron i fem artiklar
I.       Om tron på den heliga treenigheten.
II.      Om Ordet eller Guds Son, som blev sann människa
III.     Om Kristi nedstigande till dödsriket.
IV.      Om Kristi uppståndelse
V.       Om Den Helige Ande

### DEL II behandlar regler om tro och heliga skrifter i tre artiklar
VI.      Om de heliga skrifternas tillräcklighet för salighet
VII.     Om Gamla Testamentet
VIII.    Om trosbekännelsen

### DEL III behandlar tron i livet i nio artiklar
IX.      Om den ursprungliga födslosynden
X.       Om fri vilja
XI.      Om människans rättfärdiggörelse
XII.     Om goda gärningar
XIII.    Om gärningar före rättfärdiggörelsen
XIV.     Om frivilligt gärningar
XV.      Om att Kristus ensam är utan synd
XVI.     Om synd efter dopet
XVII.    Om predestination och utkorelse
XVIII.   Om salighet endast genom Kristi namn

### DEL IV behandlar tron i vardagen i 20 artiklar
XIX.     Om Kyrkan
XX.      Om kyrkans auktoritet
XXI.     Om de allmänna kyrkomötenas auktoritet
XXII.    Om skärseld
XXIII.   Om ämbetsutövning i församlingen
XXIV.    Om att tala med ett språk som församlingen förstår
XXV.     Om sakramenten
XXVI.    Om att prästernas ovärdighet icke hindrar sakramentens verkan.
XXVII.   Om dopet
XXVIII.  Om nattvarden
XXIX.    Om de onda som inte tar del av kristi kött under nattvarden
XXX.     Om båda elementen
XXXI.    Om Kristi enda offer, fullbordadt på korset
XXXII.   Om prästers äktenskap
XXXIII.  Om Hur man undviker de bannlysta
XXXIV.   Om kyrkans traditioner
XXXV.    Om homilierna
XXXVI.   Om biskopar, prästers och diakoners konsekration
XXXVII.  Om de statliga representanternas makt
XXXVIII. Om en kristen människas privata egendom
XXXIX.   Om en kristen människas ed

## Användning
Bland de reformatoriska kyrkoledare, som återvände hem till England när Maria I av England dog 1558, rådde ingen läromässig enighet. Medan några var påverkade av lutheranen Philipp Melanchthon, var andra påverkade av Jean Calvin, och en förmedlande mittfåra var präglade av Martin Bucer och Peter Vermigli. Bland det hemmavarande lägre prästerskapets äldre generation (som inte valt att fly under Marias regeringstid) var en reformkatolsk position fortfarande vanlig (och skulle – tillsammans med arminianismen – från och med 1590-talet – och än mer efter 1620 – påverka en yngre generation domprostar och biskopar). De trettionio artiklarna formulerades därför avsiktligt vagt, för att kunna rymma tämligen olikartade tolkningar.
Puritanerna kritiserade artiklarna för att inte gå tillräckligt långt i reformert riktning, och ville avskaffa dem. Calvinskt präglade universitetskretsar, som utövade ett märkbart inflytande under tidsperioden 1580-1620, ville tolka Artikel XVII i enlighet med Jean Calvins och Theodor Bezas predestinationslära, men drottning Elisabet I av England avbröt debatten, och när den återuppväcktes efter synoden i Dordrecht 1619 (där de engelska delegaterna röstade mot beslutet), utfärdade Karl I av England 1628 en kunglig deklaration som påbjöd att artiklarna skulle tolkas i enlighet med de arminianska biskoparnas uttolkning.
Kyrkan i Skottland, som 1689 splittrades i Skotska kyrkan (med presbyteriansk författning) och Skotska episkopalkyrkan (som vidareförde en patristiskt färgad höganglikansk uppfattning), använde aldrig De trettionio artiklarna, och under Skotska Episkopalkyrkans första århundrade som ett från staten fritt trossamfund användes de inte heller. Den brittiska statsmakten påtvingade 1792 Skotska episkopalkyrkan artiklarna ("i syfte att förhindra landsförräderi"), men de var aldrig populära inom Skotska episkopalkyrkan, och sedan 1792 års Scottish Episcopalian Relief Act avskaffats av det brittiska parlamentet 1977, beslutade Skotska episkopalkyrkans allmänna kyrkomöte 1979 att avskaffa artiklarna.
Lambethkonferensen, som består av Anglikanska Kyrkogemenskapens samtliga biskopar, och som har befogenhet att utfärda rekommendationer till medlemskyrkorna, antog 1968 en rekommendation att anglikanska präster inte skall vara förpliktigade att ansluta sig till de trettionio artiklarna, och att nya medlemskyrkor i Kyrkogemenskapen inte skall behöva anta dem.

## Not
1. ↑  Om Predikan (Of the Homilies) innehåller namnen på de predikotexter som Thomas Cranmer och John Jewel skrev för att de skulle hållas av prästerna ute i församlingarna. Många av prästerna var vid denna tid dåligt utbildade i reformationens läror och genom denna serie av predikningar kunde det ändå säkerställas att reformerta läror spreds i Englands kyrkor.